# Ogo Adegboye
Stephen Ogooluwa "Ogo" Adegboye (Ibadán, 23 de septiembre de 1987) es un exjugador de baloncesto nigeriano nacionalizado británico que disputó nueve temporadas comoprofesional. Con 1,85 metros de estatura, jugaba en la posición de base.

## Trayectoria deportiva

### Universidad
Jugó dos años en el Community College de Lamar. En su segunda temporada promedió 11,1 puntos, 3,2 asistencias y 2,3 rebotes por partido, llevando a su equipo por primera vez en la historia al disputar en Torneo de la NJCAA, así como a su primer Campeonato Regional.
Continuó su formación y su carrera deportiva en los Bonnies de la Universidad St. Bonaventure, donde jugó dos temporadas más, en as que promedió 9,0 puntos, 2,4 rebotes y 3,2 asistencias por partido,

### Profesional
Tras no ser elegido en el Draft de la NBA de 2011, inició su carrera profesional fichando por el APOEL B.C. de la Primera División de Chipre, donde jugó una temporada en la que promedió 9,4 puntos y 2,3 asistencias por partido. Al año siguiente siguió en la liga chipriota, fichando por el ETHA Engomis, equipo con el que también jugaría el Eurochallenge. En el total de las dos competiciones promedió 9,1 puntos y 2,9 asistencias por encuentro.
El 31 de octubre de 2013 se comprometió con el Neas Kīfisias de la A2 Ethniki griega, firmando en octubre del año siguiente por un mes por el Aris Salónica BC para sustituir al lesionado Torey Thomas. disputando siete partidos en los que promedió 5,3 puntos y 2,9 asistencias.
En septiembre de 2015 vuelve a firmar un contrato por un mes para reemplazar a un jugador lesionado, en este caso Luca Vitali en el Vanoli Cremona de la Serie A italiana, Jugó nueve partidos, promediando 8,9 puntos y 2,7 rebotes. Tras acabar contrato firmó también por un mes por la Juvecaserta, y posteriormente con el Viola Reggio Calabria de la Legadue, donde acabó la temporada promediando 15,0 puntos y 3,3 asistencias por partido.
El 24 de octubre de 2016 regresó a Grecia para fichar por el recién ascendido a la A1 Ethniki Kymis B.C.. Promedió 12,9 puntos y 3,4 asistencias, hasta que en febrero de 2017 dejara el equipo para fichar por el Fulgor Libertas Forlì italiano hasta final de temporada.

### Selección nacional
Debutó con la selección de baloncesto de Gran Bretaña en 2010, con la que disputó el EuroBasket 2011 y el EuroBasket 2013.